# Riverside (Iowa)
Riverside ist eine Kleinstadt im Washington County im US-amerikanischen Bundesstaat Iowa. Im Jahre 2010 hatte Riverside 993 Einwohner, deren Zahl sich bis 2013 auf 1045 erhöhte. Das U.S. Census Bureau hat bei der Volkszählung 2020 eine Einwohnerzahl von 1.060 ermittelt.
Riverside ist Bestandteil der Metropolregion um Iowas frühere Hauptstadt Iowa City.

## Geografie

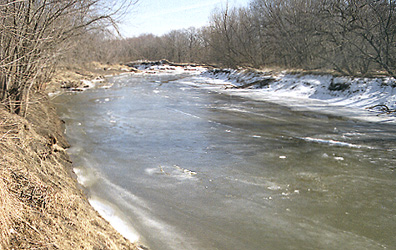
Der English River bei Riverside

Riverside liegt im Südosten Iowas an der Mündung des English River in den Iowa River, der von rechts in den Mississippi mündet. Dieser bildet 48 km östlich die Grenze Iowas zu Illinois. Die Grenze zu Missouri verläuft rund 120 km südlich von Riverside.
Die geografischen Daten von Riverside sind 41°28'47" nördlicher Breite und 91°34'53" westlicher Länge. Die Stadt erstreckt sich über eine Fläche von 4,45 km² und ist die größte Ortschaft innerhalb der Iowa Township.
Nachbarorte von Riverside sind Hills (11,4 km nordnordöstlich), Lone Tree (14,6 km östlich), Ainsworth (26,7 km südlich), Washington (24,4 km südsüdwestlich), Kalona (11,1 km westlich) und Wellman (22,8 km in der gleichen Richtung).
Das Zentrum von Iowa City liegt 23,8 km nördlich von Riverside. Die weiteren nächstgelegenen größeren Städte sind Cedar Rapids (63,4 km nördlich), die Quad Cities in Iowa und Illinois (92,6 km östlich), Chicago in Illinois (377 km in der gleichen Richtung), Peoria in Illinois (245 km ostsüdöstlich), Illinois’ Hauptstadt Springfield (318 km südöstlich), St. Louis in Missouri (402 km südsüdöstlich), Kansas City in Missouri (454 km südwestlich), Iowas Hauptstadt Des Moines (200 km westlich), Nebraskas größte Stadt Omaha (423 km in der gleichen Richtung), Rochester in Minnesota (328 km nordnordwestlich) und die Twin Cities (Minneapolis und Saint Paul) in Minnesota (462 km in der gleichen Richtung).

## Verkehr
Der zum Freeway ausgebaute U.S. Highway 218 und der hier auf einem deckungsgleichen Abschnitt verlaufende Iowa State Highway 27 führen in Nord-Süd-Richtung durch den östlichen Teil von Riverside. Der Iowa State Highway 22 verläuft in West-Ost-Richtung als Hauptstraße durch das Stadtgebiet von Riverside. Alle weiteren Straßen sind untergeordnete Landstraßen, teils unbefestigte Fahrwege sowie innerörtliche Verbindungsstraßen.
Mit dem Iowa City Municipal Airport befindet sich 21 km nördlich ein Flugplatz für die Allgemeine Luftfahrt. Die nächsten Verkehrsflughäfen sind der Eastern Iowa Airport von Cedar Rapids (54 km nordnordwestlich), der Quad City International Airport bei Moline in Illinois (102 km östlich), der Southeast Iowa Regional Airport von Burlington (111 km südsüdöstlich) und der Des Moines International Airport (210 km westlich).

## Popularität

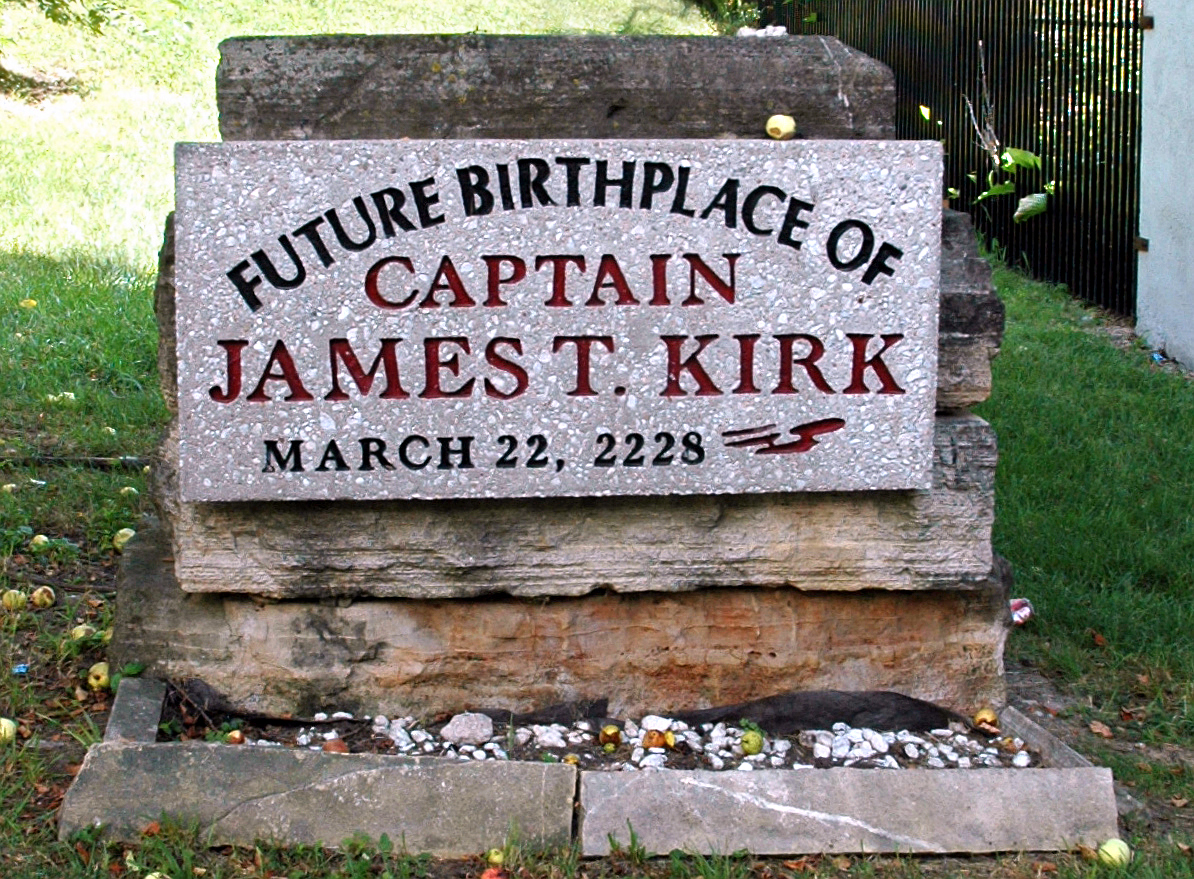
Gedenkstein an Captain Kirks zukünftigem Geburtsort

Riverside gelangte zu internationaler Bekanntheit, als es sich im März 1985 zum offiziell zukünftigen Geburtsort von Captain James T. Kirk erklärte. Die Idee kam zustande, als der Stadtrat ein Motto für das jährliche Stadtfest suchte. Gene Roddenberry, der Schöpfer von Star Trek, hatte die Stadt zuvor schon in seinem Buch „The Making of Star Trek“ als Geburtsort für Kirk bestimmt. Der Vorschlag, das Stadtfest mit Star Trek zu verbinden, wurde schließlich einstimmig angenommen. Ein Gedenkstein im Stadtzentrum und eine Nachbildung eines Star Trek Raumschiffes verdeutlichen diesen Anspruch. In Anlehnung an das Thema wurde als Wahlspruch der Stadt „Where the Trek Begins“ gewählt. Mehrere Star-Trek-Romane und der Film Star Trek nehmen auf Riverside Bezug.

## Bevölkerung
Nach der Volkszählung im Jahr 2010 lebten in Riverside 993 Menschen in 435 Haushalten. Die Bevölkerungsdichte betrug 223,1 Einwohner pro Quadratkilometer. In den 435 Haushalten lebten statistisch je 2,28 Personen.
Ethnisch betrachtet setzte sich die Bevölkerung zusammen aus 97,8 Prozent Weißen, 0,8 Prozent Afroamerikanern sowie 0,3 Prozent amerikanischen Ureinwohnern; 1,1 Prozent stammten von zwei oder mehr Ethnien ab. Unabhängig von der ethnischen Zugehörigkeit waren 1,2 Prozent der Bevölkerung spanischer oder lateinamerikanischer Abstammung.
24,5 Prozent der Bevölkerung waren unter 18 Jahre alt, 62,2 Prozent waren zwischen 18 und 64 und 13,3 Prozent waren 65 Jahre oder älter. 51,5 Prozent der Bevölkerung waren weiblich.

Das mittlere jährliche Einkommen eines Haushalts lag bei 50.658 USD. Das Pro-Kopf-Einkommen betrug 25.048 USD. 11,3 Prozent der Einwohner lebten unterhalb der Armutsgrenze.